# Matthew Fitzpatrick
Matthew Thomas Fitzpatrick (* 1. September 1994 in Sheffield, England) ist ein englischer Profigolfer, der auf der PGA Tour und der PGA European Tour spielt. Im Juni 2022 gewann er bei den US Open in The Country Club in Brookline, Massachusetts, sein erstes Major-Turnier. Stand Juni 2025 zählt er neben dem Sieg bei den US Open, acht European-Tour-Siege und einen PGA-Tour-Sieg.

## Turniersiege (10)

### Major-Championship-Siege (1)
- 2022: US Open

### European-Tour-Siege (8)
- 2015: British Masters
- 2016: Nordea Masters, Dubai World Championship
- 2017: Omega European Masters
- 2018: Omega European Masters
- 2020: Dubai World Championship
- 2021: Estrella Damm N.A. Andalucía Masters
- 2023: Alfred Dunhill Links Championship

### PGA-Tour-Siege (1)
- 2023: RBC Heritage

## Resultate bei Major Championships
| Tournament            | 2013  | 2014  | 2015 | 2016 | 2017 | 2018 |
| --------------------- | ----- | ----- | ---- | ---- | ---- | ---- |
| The Masters           | DNP   | CUT   | DNO  | T7   | 32   | T38  |
| US Open               | DNP   | T48LA | DNP  | T54  | T35  | T12  |
| The Open Championship | T27LA | DNP   | DNP  | CUT  | T44  | CUT  |
| PGA Championship      | DNP   | DNP   | DNP  | T49  | CUT  | CUT  |

| Turnier               | 2019 | 2020 | 2021 | 2022 | 2023 | 2024 | 2025 |
| --------------------- | ---- | ---- | ---- | ---- | ---- | ---- | ---- |
| The Masters           | T21  | T46  | T34  | T14  | T10  | T22  | T40  |
| PGA Championship      | T41  | CUT  | T23  | T5   | CUT  | CUT  | T8   |
| US Open               | T12  | CUT  | T55  | 1    | T17  | T64  | T38  |
| The Open Championship | T20  | KT   | T26  | T21  | T41  | T50  | T4   |

LA= Bester Amateur

DNP = nicht teilgenommen

CUT = Cut nicht geschafft

„T“ geteilte Platzierung

KT = Kein Turnier (Ausfall wegen Covid-19)

Grüner Hintergrund für Sieg

Gelber Hintergrund für Top 10.

## Teilnahme an Teamwettbewerben
- EurAsia Cup (für Europa): 2016, 2018
- Ryder Cup (für Europa): 2016, 2021, 2023